# Ончул Петро Єпіфанович
Петро Єпіфанович Ончу́л (нар. 30 грудня 1936, Коритне) — український оперний співак (баритон) і педагог; член Національної спілки театральних діячів України. Народний артист УРСР з 1980 року.

## Біографія
Народився 30 грудня 1936 року в селі Коритному (тепер Вижницький район Чернівецької області, Україна). Протягом 1961—1966 років навчався у Львівській консерваторії (викладач Павло Кармалюк).
Після здобуття освіти — соліст Донецького театру опери та балету. Викладав в Донецькій консерваторії. Один з засновників і керівник Донецького міжобласного відділення Національної спілки театральних діячів України.

## Партії
- Султан («Запорожець за Дунаєм» Семена Гулака-Артемовського);
- Микита («Ярослав Мудрий» Юлія Мейтуса);
- Микола («Наталка Полтавка» Миколи Лисенка);
- князь Ігор («Князь Ігор» Олександра Бородіна);
- Амонарсо, Ріголетто, Жермон («Аїда», «Ріголетто», «Травіата» Джузеппе Верді);
- Томський («Пікова дама» Петра Чайковського);
- Скарпіа («Тоска» Джакомо Пуччині);
- Валентин («Фауст» Шарля Гуно);
- Генріх («Лючія ді Ламмермур» Гаетано Доніцетті),
- Митька («Тихий Дон» Івана Дзержинського);
- Шарль Жерар («Андре Шеньє» Умберто Джордано).